# Saint-Georges-du-Bois, Sarthe
Saint-Georges-du-Bois là một xã trong tỉnh Sarthe ở tây bắc nước Pháp. Xã này nằm ở khu vực có độ cao từ 48-102 mét trên mực nước biển.